# Фергюсон, Джесси Тайлер
Дже́сси Та́йлер Фе́ргюсон (англ. Jesse Tyler Ferguson; род. 22 октября 1975, Мизула, Монтана) — американский актёр. Наибольшую известность ему принесла роль Митчелла Притчетта в ситкоме «Американская семейка» (2009—2020), за которую он был номинирован на пять премий «Эмми».

## Ранние годы
Фергюсон родился в городе Мизула в штате Монтана 22 октября 1975 года, в семье Анны (в девичестве — Дойл) и Роберта Фергюсона. Его родители развелись, когда ему было 18 лет. У него также есть брат Бен и сестра Келли.
Он вырос в Альбукерке, Нью-Мексико, куда его семья переехала, когда он был маленьким. В возрасте восьми лет Фергюсон решил, что станет актёром, и присоединился к детскому театру, в котором играл на протяжении шести лет. Он окончил школу в 1994 году, и после поступил в Академию музыки и драмы в Нью-Йорке.

## Карьера
Фергюсон начал карьеру как театральный актёр на Бродвее, где принял участие в мюзикле «25-й ежегодный конкурс правописания в округе Патнам», получившем премию «Тони». За свою карьеру он успел появиться в более, чем 15 различных постановок.
Первой значительной работой для него стала роль Ричи Уэлча в ситкоме «Класс», продержавшегося всего один сезон и закрытого в 2007 году.
Позже Фергюсон исполнил небольшую роль доктора Фаркаса в сериале «Дурнушка».
С 2009 по 2020 год играл роль Митчелла Притчетта в комедийном сериале «Американская семейка», принесшую ему пять номинаций на премию «Эмми» в категории «Лучший комедийный актёр второго плана». Вместе с актёрским составом шоу он также был удостоен четырёх награды премии Гильдии киноактёров США в номинации «Лучшая актёрский состав в комедийном сериале».

## Личная жизнь
Фергюсон — гей. 20 июля 2013 года, после двух лет отношений, он сочетался браком с адвокатом Джастином Микитой. У них есть сын — Беккетт Мерсер Фергюсон-Микита (род. 7 июля 2020).

## Фильмография
| Год       |   | Русское название                    | Оригинальное название              | Роль               |
| --------- | - | ----------------------------------- | ---------------------------------- | ------------------ |
| 2000      | ф | Салли Хэмингс: Американский скандал | Sally Hemings: An American Scandal | юный Том Хэмингс   |
| 2001      | ф | Обычный грешник                     | Ordinary Sinner                    | Огден              |
| 2006      | ф | Гриффин и Феникс                    | Griffin & Phoenix                  | студент            |
| 2006—2007 | с | Класс                               | The Class                          | Ричи Уэлч)         |
| 2008      | с | Не беспокоить                       | Do Not Disturb                     | Ларри              |
| 2008      | ф | Не оставляющий следа                | Untraceable                        | Артур Джеймс Элмер |
| 2009      | ф | Прекрасный мир                      | Wonderful World                    | Сирил              |
| 2007—2010 | с | Дурнушка                            | Ugly Betty                         | Доктор Фаркас      |
| 2009—2020 | с | Американская семейка                | Modern Family                      | Митчелл Притчетт   |
| 2023      | ф | Кокаиновый медведь                  | Cocaine Bear                       | Питер              |